# Johanne Pedersdatter
Johanne Pedersdatter, född ca 1583, död 1622, var en kvinna som avrättades för häxeri vid Bjergsted i Stavanger i Norge.  
Pedersdatter var gift med borgaren Simon Jacobsen i Stavanger. Hon ska ha haft ett hetsigt temperament och varit inblandad i konflikter med flera personer, blanda dem en piga, en prästfru och en medarvinge. Då dessa personer drabbades av olika olyckor, ibland flera år efter konflikten, skylldes olyckorna på Johanne Pedersdatter, som anklagades för att ha orsakat dem med hjälp av magi. Hon ställdes inför rätta och dömdes skyldig till anklagelserna. Hon avrättades genom bränning på bål. 
Johanne Pedersdatter var genom sin son Jørgen Simonsen (1612-1692), som flyttade till Skåne, anmoder till Carl von Linné.  